# Кулбаев, Аман Бекенович
Ама́н Беке́нович Кулба́ев (каз. Аман Бекенұлы Құлбаев; род. 15 сентября 1948, Джамбулская область) — советский и казахстанский театральный педагог, профессор (с 2002), кандидат искусствоведения (2012). Академик Национальной академии естественных наук Республики Казахстан (2008). Заслуженный деятель Казахстана (2013).

## Биография
Родился 15 сентября 1948 года в селе Подгорное Луговского района Джамбулской области Казахской ССР (ныне — село Кумарык Рыскуловского района Жамбылской области Казахстана).
В 1971 году окончил Алма-Атинский государственный институт искусств имени Курмангазы, получив квалификацию «актёр драмы и кино».
В 1973 году окончил аспирантуру Российского государственного института театра, музыки и кинематографии в г. Ленинграде. Кандидат искусствоведения.
В 1973 году начал преподавать в Алма-Атинском государственном театральном художественном институте.
С 1976 года по настоящее время является деканом факультета «Театральное искусство» Казахской национальной академии искусств.
В 1978 году Аман Кулбаев основал кафедру «сценическое движение».

## Научные, литературные труды
Выпускник школы ГИТИСа (Москва) и ЛГИТМиКа (Ленинград), А. Б. Кулбаев является одним из основателей предметов «Сценическое движение», «Сценический бой», «Этикет» в актёрском искусстве и театральной педагогике Казахстана.
Автор около 10 научных монографий и 5 научных патентов, ряда научных книг.
Участник многих международных научно-педагогических конференций, симпозиумов, семинаров и совещаний. Постановщик-сорежиссёр спектаклей в профессиональных театрах и художественных фильмах. Его методика преподавания заслужила высокую оценку как у профессиональных мастеров-режиссёров и педагогов не только в Казахстане, но и за рубежом.

## Награды и звания
- Профессор искусствоведческих наук (с 2002 года);
- Академик Национальной академии естественных наук Республики Казахстан (с 2008 года);
- Отличник образования Республики Казахстана;
- Заслуженный деятель Казахстана (9 декабря 2013 года);
- Медаль «За трудовое отличие» (2005);[1]
- Почётный работник образования Республики Казахстан (2009);
- Медаль «25 лет независимости Республики Казахстан» (2016);[2]